# Tunisini in Italia
La presenza di tunisini in Italia risale agli anni '80.
Storicamente comunità tunisine sono state presenti sulla costa sud della Sicilia, in particolare tra i pescatori di Mazara del Vallo. Reciprocamente, una comunità di italo-tunisini si è sviluppata dal XIX secolo in Tunisia.
Nel 2017 c'erano 94 064 immigrati regolari dalla Tunisia in Italia, un valore relativamente costante (erano 88 932 nel 2006). Le tre città con la maggior concentrazione di tunisini in Italia sono Roma, Mazara del Vallo e Vittoria.